# 포스 엔젤
《포스 엔젤》(The Fourth Angel)은 영국에서 제작된 존 어빈 감독의 2001년 액션, 스릴러 영화이다. 제레미 아이언스 등이 주연으로 출연하였고 알랜 스콧 등이 제작에 참여하였다. 이 영화의 제목은 요한계시록 16장 8절의 구절인 "넷째 천사가 그 대접을 해에 쏟으매 해가 권세를 받아 불로 사람들을 태우니"에서 가져온 것이다.

## 출연

### 주연
- 제레미 아이언스
- 포레스트 휘태커

### 조연
- 이안 맥네이스
- 제이슨 프리스틀리
- 샬롯 램플링
- 이반 마레비치

## 기타
- 공동제작: 피터 R. 심슨